# Scaphisoma frontale
Scaphisoma frontale – gatunek chrząszcza z rodziny kusakowatych, podrodziny łodzikowatych i plemienia Scaphisomatini.
Gatunek ten opisany został w 2002 roku przez Ivana Löbla na podstawie 6 okazów odłowionych w 1968 roku.

## Charakterystyka
Chrząszcz o ciele długości od 1,55 do 1,65 mm, ubarwiony ciemnorudobrązowo do czarnego z ciemnobrązowymi wierzchołkami pokryw, rudobrązowymi udami i goleniami oraz jeszcze jaśniejszymi czułkami i stopami. U samca na czole występuje wcisk z łatką bardzo gęstego, jasnego owłosienia. Przedplecze jest ku przodowi silnie zwężone, a punktowanie jego powierzchni jest płytkie, bardzo delikatne i rzadkie. Pokrywy są mocno zwężone u nasady, najszersze z tyłu nasadowej 1/5. Rejon szwu pokryw jest przynajmniej w tylnej ich połowie wyniesiony. Punktowanie pokryw jest niewiele grubsze niż przedplecza. Tylna para skrzydeł jest prawie całkiem zanikła. Samiec ma genitalia podobnie zbudowane jak S. fenestratum, ale wierzchołkowy wyrostek jego edeagusa jest silniej odgięty bocznie i słabiej zakrzywiony brzusznie.
Owad endemiczny dla Papui-Nowej Gwinei, znany tylko z Góry Wilhelma.